# Ujazd (Bochnia)
Pour les articles homonymes, voir Ujazd (homonymie).
Ujazd est une localité polonaise de la gmina de Trzciana, située dans le powiat de Bochnia en voïvodie de Petite-Pologne.